# Estación de Gijón
Gijón (Gijón/Xixón, según la nomenclatura de Renfe), también conocida como Gijón-Sanz Crespo, es la principal estación de ferrocarril de la ciudad española de Gijón, Principado de Asturias. Es una estación provisional de carácter terminal que se inauguró el 28 de marzo del 2011. Dispone de amplios servicios de larga distancia, media distancia, regionales y cercanías operados por Renfe tanto sobre vía ancha como sobre vía estrecha. Los recorridos unen Gijón con los principales municipios de la comunidad así como con el resto de la cornisa cantábrica, la meseta, el Levante y Cataluña. 
Se ubica en la calle Sanz Crespo del barrio de El Polígono de Gijón, cerca del palacio de Justicia.
Está planeada su sustitución por una Nueva Estación Intermodal.

## Situación ferroviaria
La estación se encuentra situada a 8 metros de altitud en los trazados de varias líneas férreas tanto de ancho ibérico como de ancho métrico:
- Línea férrea de ancho ibérico Venta de Baños - Gijón.[4]
- Línea férrea de ancho métrico Gijón - Pola de Laviana.[5]
- Línea férrea de ancho métrico Ferrol - Gijón.[5]

## Historia

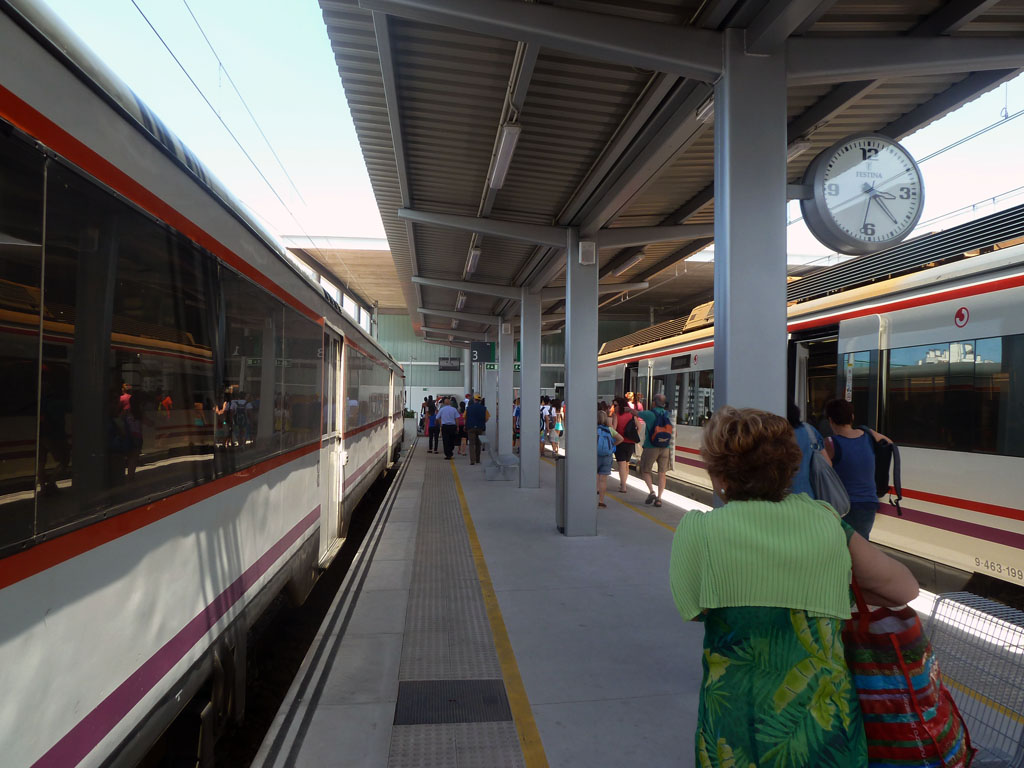
Andenes de la estación en 2012

Al inicio de la década de los años 1990 la ciudad de Gijón sufrió una amplia reorganización ferroviaria. La histórica estación del Norte fue cerrada y convertida en Museo del Ferrocarril, y el tráfico se distribuyó entre la nueva estación de Gijón-Jovellanos para trenes de largo recorrido y la estación de Gijón-Cercanías. Ambas estaciones se combinaron con Feve de tal forma que ambas ofrecían servicios de vía estrecha y de vía ancha. En 2000, dentro del Plan de Infraestructuras 2000-2007 para el Principado de Asturias, que incluía la alta velocidad y el Metrotrén, con el objetivo de mejorar la intermodalidad entre los distintos servicios de transporte existentes, se procedió a reordenar el entramado ferroviario de la ciudad. Los planes iniciales incluían el soterramiento de las vías y la creación de una nueva estación. Para ello se consideró necesario construir un recinto provisional cuyas obras se iniciaron en el primer trimestre del año 2009. Las mismas concluyeron en marzo del 2011 siendo inaugurada la nueva estación provisional de Sanz Crespo el 28 de marzo de 2011. A principios del 2013, los graves problemas económicos de la Sociedad Gijón al Norte, que había sido creada el 21 de noviembre de 2002 para facilitar la coordinación de las actuaciones correspondientes a la Nueva Estación Intermodal en Gijón, que se debería ubicar en la plaza del Humedal, y su conexión con el túnel del Metrotrén, paralizaron las obras. Esta sociedad está participada por el Principado de Asturias (25%), el Ayuntamiento de Gijón (25%), la E.P.E. Adif- Alta Velocidad (30,0%), la E.P.E. Adif (7,5%) y la E.P.E. RENFE-Operadora (12,5%).
En febrero de 2022 se anunció la ubicación final de la nueva estación, que se construiría en Moreda.

## La estación
La nueva terminal consiste en una plataforma para seis vías, tres de ancho ibérico y tres de ancho métrico y tres andenes sobre los terrenos de Sanz Crespo comprendidos entre los pasos superiores de Carlos Marx y de la avenida del Príncipe de Asturias. Todas las vías terminan en fondo de saco junto al edificio de viajeros. El inmueble, en forma de 'L', ocupa una superficie total construida de 2250 metros cuadrados, de los cuales 1.200 son en planta baja y otros 800 corresponden a un nivel superior en altura. En él tienen cabida todos los servicios que precisan las empresas ferroviarias (Renfe y Adif), incluyendo vestuarios, oficinas, atención al cliente, zona de cafetería, locales comerciales y un amplio vestíbulo en el que se pondrán a la venta los billetes. Los materiales constructivos utilizados tanto en el edificio como en la playa de vías están concebidos para ser reutilizados.

## Servicios ferroviarios

### Alta Velocidad y Larga Distancia
Gijón cuenta con conexiones de Renfe AVE, Avlo (a partir del 22 de julio) y Alvia hacia Madrid-Chamartín, Oropesa del Mar y Alicante-Terminal. Antiguamente había destinos a Cádiz y Barcelona.

### Media Distancia
La estación está conectada con Valladolid mediante 2 conexiones diarias (una por sentido) de un Regional, que los domingos, festivos y los meses de julio y agosto, se sustituye por la segunda frecuencia (de Gijón a Valladolid) por un Regional a León.

### Cercanías
La estación forma parte de la red de Cercanías Asturias integrándose en las líneas C-1, C-4, C-5 y el semidirecto Gijón-Oviedo denominado también en ocasiones línea C-5a. En todos los casos ejerce de terminal. 
La línea C-1 une Gijón con Pola de Lena, continuando una decena de trenes hasta el Puente de los Fierros. La frecuencia diaria de lunes a viernes es de un tren cada media hora entre las 06:00 de la mañana y las 22:30 de la noche. Esta oferta se reduce a un tren cada hora los fines de semana entre las 07:30 de la mañana y las 22:30 de la noche, además de los trenes de las 06:00 de la mañana y las 12:00 del mediodía. La línea finaliza servicio con un tren con salida a las 23:25 para llegar a Oviedo-Llamaquique a la medianoche. Esta línea tarda 33 minutos en llegar a Oviedo, 55 en llegar a Mieres, 71 en llegar a Pola de Lena y 86 en llegar al Puente de los Fierros, realizando parada en todas las estaciones y apeaderos. Además, 6 trenes CIVIS circulan en horas punta, realizando el trayecto Gijón-Llamaquique en 28 minutos, llegando a Oviedo en apenas 25 minutos al realizar parada intermedia únicamente en el apeadero de La Calzada.
La línea C-4 (antigua F-4 o C-4f) une Gijón con Cudillero. Tras la salida del primer tren a las 06:24 destino Cudillero y a las 07:01 de la mañana destino Avilés, tiene una frecuencia diaria de un tren cada hora entre las 07:31 y las 20:31 destino Cudillero, y entre las 08:03 y las 22:03, destino Avilés. Tarda una media de 40 minutos en llegar a Avilés, una media de 77 en llegar a Pravia y una media de 105 en llegar a Cudillero.
La línea C-5 (antigua F-5 o C-5f) une Gijón con Laviana. Tiene una frecuencia diaria de un tren cada hora entre las 06:25 y las 22:25, completando el trayecto en 75 minutos. Esta línea tiene parada en la estación de El Berrón, tardando aproximadamente una media hora desde Gijón. Esto permite a sus habitantes hacer transbordo con otras líneas de Renfe Cercanías del Principado de Asturias, puesto que dicha estación es uno de los núcleos ferroviarios de la región.
La línea C-5a (antigua F-9 o C-9f) une Gijón con Trubia. Tiene una frecuencia diaria de un tren cada hora entre las 08:45 y las 18:45, a excepción de las 11:45 y las 16:45. Utiliza el recorrido de la línea C-5 desde Gijón hasta El Berrón, enlazando con el trazado de la línea C-6 hasta Oviedo. Hasta Trubia lo realizan con el trazado de la línea C-7. Tarda 33 minutos en llegar a Oviedo, al ser un trayecto semidirecto. Continúa hasta Trubia, completando el trayecto completo en 59 minutos. Esta línea permite a los habitantes de Gijón desplazarse al centro comercial Parque Principado mediante transporte público en 29 minutos.

### Trenes turísticos
El trazado de vía estrecha, por su naturaleza y los parajes recorridos da lugar a una serie de trenes turísticos históricamente operados por Feve y en manos de Renfe desde 2013. Estos trenes son el Estrella del Cantábrico entre Gijón y Laviana, y el Transcantábrico entre León y Ferrol, vía Bilbao. Este último tren es de lujo, incluso tiene una versión de gran lujo. Los viajes que se realizan en fechas concretas, principalmente en verano, incluyen visitas a museos y turismo gastronómico.